# Octav Pancu-Iași
Octav Pancu-Iași (n. 14 aprilie 1929, Iași — d. 16/17 aprilie 1975) a fost un scriitor, publicist și scenarist român, un important autor de literatură pentru copii în anii 1950–1960. Era cunoscut de apropiații săi prin apelativul „Țuțu”.

## Studii
Urmează liceul în orașul natal, dar îl absolvă la București, oraș unde se stabilește.

## Activitate
Tânărul scriitor dirijează vreme de mai mulți ani redacția pentru copii și tineret a Radiodifuziunii, începând din 1947. În 1949 îl cunoaște pe umoristul Octavian Sava în calitate de subaltern al său. Mai târziu, cei doi intră într-o brigadă artistică ce obține premiul întâi pe țară. La redacție, Pancu-Iași dovedește multă abilitate în a păstra conținuturile dedicate celor mici nealterate de atacurile politice aduse frecvent redacției sale. Totuși, o dată cu schimbarea membrilor sectorului de partid răspunzător pentru Radiodifuziune, Pancu-Iași a fost amenințat să-și piardă funcția în mai multe rânduri, până la demiterea sa în 1958

În anii 1950 și 1960 publică volume de schițe și povestiri umoristice, între care: Are tata doi băieți (1956), Schițe în pantaloni scurți (1958), Scrisori pe adresa băieților mei (1960), Făt-Frumos cînd era mic (1963) ș.a. Este și autorul a două romane pentru copii: Marea bătălie dela Iazul Mic (1953) și Cartea cu ochi albaștri (1959), dintre care primul s-a bucurat de o popularitate deosebită.
Pancu-Iași este adoptat în anii 1960 de lumea filmului, lucrând ca redactor și scenarist. Succesul său în cinematografie a culminat cu scenariul pentru pelicula Tată de duminică (1974), regizată de Mihai Constantinescu. Cu toate acestea, succesul a sosit după ce a fost din nou scos din funcție, de astă dată din pricina unui scheci incomod pentru conducerea politică a vremii.
În ultima parte a vieții, Pancu-Iași s-a angajat ca redactor la revista „Cutezătorii” și a scris foiletoane gazetărești.
Octav Pancu-Iași a murit la scurt timp după împlinirea vârstei de 46 de ani, în dimineața lui 16 sau 17 (data variază după surse) aprilie 1975, din pricina unei boli de inimă. (Se pare că nu reușise să participe la proiecția celor două filme pentru care a scris scenarii.) Potrivit propriei dorințe, a fost incinerat.

## Creația literară. Referințe critice
Subiectele scrierilor lui Pancu sunt în majoritate originale, două dintre puținele prelucrări publicate fiind „Albastră ca Cerneala” (cu subtitlul „după Frații Grimm” – este vorba de povestea „Albă ca Zăpada”) și „Iedul cu trei capre” (parafrază la „Capra cu trei iezi” de Ion Creangă). Principala sursă de inspirație a autorului este viața cotidiană. O parte din texte, mai ales cele din prima perioadă de creație (anii 1950), au un substrat educativ, promovând politețea, moralitatea, dragostea de învățătură și de muncă, dar și modelele socialismului (subiect obligatoriu pentru producțiile din perioada proletcultistă). Alte scrieri se apropie de literatura absurdă, discursul fiind alterat prin mijloace corespunzătoare; în acest sens, criticul Marian Popa remarcă: „[Pancu-Iași] are capacitatea de a deplasa banalul în zona neobișnuitului, spontaneitatea povestitorului înclinat către conversația familiară și digresia, asociația neașteptată, uneori absurdă.” O colecție de povestiri în tonuri absurde (preferate pentru independența față de contextul istoric) este Pere alese (1981, 1991), culeasă de către Alexandru Pancu, fiul scriitorului.
Pancu-Iași revenea adesea asupra prozelor sale; dată fiind frecvența mare cu care se editau noi volume, variante ale aceluiași text pot fi întâlnite în ediții diferite sau chiar în interiorul aceleiași ediții. Este și cazul povestirii „Drumețul înțelept”, publicată laolaltă cu „Visul” (variantă de mai târziu a aceluiași text) în volumul Făt-Frumos când era mic (1982). Comparând cele două texte, se poate remarca eliminarea conotațiilor propagandistice din varianta ulterioară.

### Influențe
În tinerețe este puternic marcat de stilul poetului ieșean George Topîrceanu; alți scriitori care-i trezesc interesul sunt Mihail Sadoveanu și Otilia Cazimir. Autorul pentru copii Mircea Sântimbreanu încearcă o trecere în revistă a influențelor asupra stilului lui Pancu-Iași, așezându-le în perechi: „verva marelui humuleștean cu senina bărbăție a lui Gaidar, romantismul întrebărilor Selmei Lagerlöf cu flegmatismul răspunsurilor unui Jerome K. Jerome, pura melancolie a lui Exupéry cu neastîmpărul unui Gianni Rodari, ghidușiile lui Ciucovski și blînda visare din lanurile lui Salinger”.

## Viața personală
Scriitorul s-a născut cu numele Octav Pancu. El va adăugă numelui său pe acela al orașului în care a copilărit.
A avut doi băieți, Alexandru și Bogdan, cărora le dedică fiecare dintre volumele editate. În acest sens, scriitorul Mircea Sântimbreanu comentează: „cînd cu titlul uneia din primele sale cărți, Octav Pancu-Iași exclama «Mai e un loc pe genunchi», ori, cînd cu titlul alteia vestea ca o triumfătoare proclamație, parcă întregii lumi, «Are tata doi băieți!» el nu făcea, sînt sigur, decît să ne destăinuie un început (s.a.) de recensămînt”.

## Distincții
- Medalia „A cincea aniversare a Republicii Populare Române” (24 decembrie 1952) „pentru lupta și munca duse în vederea făuririi, consolidării și prosperării Republicii Populare Române”[8]
- Medalia Muncii (13 octombrie 1953) pentru contribuția sa la „munca de pregătire și desfășurare a celui de-al IV-lea Festival Mondial al Tineretului și Studenților pentru Pace și Prietenie⁠(d)”[9]
- Medalia Muncii (7 mai 1954) „pentru merite deosebite în domeniul radiodifuziunii”[10]
- Ordinul Muncii clasa a III-a (29 mai 1956) „pentru merite deosebite în activitatea artistică și pentru merite deosebite în domeniul dezvoltării radioului în țara noastră”[11]

## Pancu-Iași în memoria culturală
- Schița „Pomul care face ciori” a fost adaptată pentru televiziune în anii șaptezeci sub forma unui scheci interpretat de Octavian Cotescu și Anda Călugăreanu.

## Scrieri
Urmează o listă a scrierilor lui Octav Pancu-Iași. Publicațiile fără an cunoscut vor fi ordonate alfabetic, urmând celor dispuse cronologic. Se va folosi grafia originară a titlurilor (excepții precum î din i medial ș.a.).

### Romane
- Marea bătălie dela Iazul Mic (1953). Editura Tineretului (a C.C. al U.T.M.), București
Ilustrații de Darie Iura. Dedicația volumului este: „fiului meu Alexandru”. Editura recomandă lectura cărții „pentru pionieri și școlari”.
- Cartea cu ochi albaștri (1959). Editura Tineretului, București

### Schițe și povestiri
- Multe, multe luminițe (1951). Editura Tineretului Ilustrații de Darie Iura.
- Atunci în februarie (1951). Editura Tineretului Ilustrații de Eva Munteanu.
- Are tata doi băieți (1956). Editura Tineretului, București Ilustrații de Nell Cobar.
- Ala bala portocala (1957). Editura Tineretului, București Ilustrații de Darie Iura.
- Schițe în pantaloni scurți (1958)
- Scrisori pe adresa băieților mei (1960). Editura Tineretului, București Ilustrații de Darie Iura.
- Făt-Frumos cînd era mic (1963). Editura Tineretului, București Ilustrații de Darie Iura.
- Tartine cu vară și vînt (1968). Editura Tineretului, București Ilustrații de Tiberiu Nicorescu.
- Nu fugi, ziua mea frumoasă! (1970). Editura Ion Creangă, București
- Mai e mult pînă diseară? (1977). Colecția „Biblioteca pentru toți copiii”, editura Ion Creangă, București
Ilustrații de Kalab Francisc.
Cuprinde: Un bărbat la casa omului • •Recunosc: eu sînt domnu' „Da, vă rog!” • Vacanță cu ploaie • Strîngeți pumnii pentru mine, băieți! • Nu fugi, ziua mea frumoasă! • Poveste fără mister • Carnaval • Seara în care a fost ziua bunicului • Îl așteptam pe fratele meu... • Măcar un cuvințel • Prietenii • Atît și nimic mai mult • Faza repetată • Umbrela • Mai e mult pînă diseară? • Jocul cu umbra • Vă urez să fiți sănătoși! • Fiul • Nu eram prea isteț • Prietenii • Pachetul • Avem și noi o stradă! • Un pumn de răbdare • Primăvara și trei sute douăzeci și nouă de pistrui • În balcon • Visul • Pomul care face ciori • Jurnal • Vine, vine primăvara! • Eu, Moș Gerilă • Greșeală de neiertat • Banca • Fratele meu, Mielu • Arhimede redivivus • Cățelul latră la sfîrșit • A fost odată un cireș • Mărul • A fost odată un elefant • Copiii, părinții și oceanele • Toate au un sfîrșit • Eram atît de sigur • Fetița, cheița, portarul și celelalte • Ziua cînd toți au șapte ani • Să ne amintim de vară • Iedul cu trei capre • Parcă îți mai rămîne ceva... • Nimeni nu știe nimic • Baloanele • O veste mare despre un băiat mic • Castana din poveste • Poveste caraghioasă • Fetița care l-a luat pe „NU” în brațe • Băiatul care mînca blocuri • Poveste de necrezut despre un tată, un băiat și... un deget • Radu și cerul • Povești ele-fantastice • Dacă s-a născut cu aripi • Drum bun! • Poveste cu... ochi albaștri
- Pere alese (1981). Editura Timpul, Iași
- Făt-Frumos cînd era mic (1982). Colecția „Biblioteca școlarului”, editura Ion Creangă, București
Ilustrația copertei: Daniela Dravăț-Voiculescu.
Cuprinde: Albastră ca Cerneala • Nu numai la grădiniță • Dați-mi o gumă, copii • Trei fluiere și încă unul • Povestea cu băiatul și blocul • În pădure toate-s bune, numai croitorii sînt proști • Părerea mea și a crocodilului-tată • Drumețul înțelept • „Se caută un Moș Gerilă” • Secretul • Știți ce-am desenat? • Farfuria • Greșeală de neiertat • Prințul • Un bărbat la casa omului • Recunosc: eu sînt domnu' „Da, vă rog!” • Vacanță cu ploaie • Strîngeți pumnii pentru mine, băieți! • Nu fugi, ziua mea frumoasă! • Carnaval • Seara în care a fost ziua bunicului • Măcar un cuvințel • Atît și nimic mai mult • Mai e mult pînă deseară? • Jocul cu umbra • Prietenii • Un pumn de răbdare • Primăvara șitrei sute douăzeci și nouă de pistrui • În balcon • Visul • Pomul care face ciori • Vine, vine primăvara! • Banca • Cățelul latră la sfîrșit • A fost odată un cireș • Mărul • A fost odată un elefant • Toate au un sfîrșit • Fetița, cheița, portarul și celelalte • Ziua cînd toți au șapte ani • Să ne amintim de vară • Iedul cu trei capre • Parcă înmi mai rămîne ceva • Nimeni nu știe nimic • O veste mare despre un băiat mic • Castana din poveste • Poveste caraghioas • Fetița care l-a luat pe „NU” în brațe • Băiatul care mînca blocuri • Poveste de necrezut despre un tată, un băiat și... un deget • Povești ele-fantastice • Drum bun! • Poveste cu... ochi albaștri
- Pere alese (1991?). Editura Timpul, Iași. ISBN 973-95035-1-9
Volumul este cules și îngrijit de fiul scriitorului, Alexandru Pancu. Ilustrații de Mariana Petrescu.
Cuprinde: Pomul care face ciori • Trenul merge spre munți • Un fel de bucurie • Nimeni nu știe nimic • În balcon • Toate au un sfîrșit • Seara în care a fost ziua bunicului • Puișorul galben • Să ne gîndim mereu la altceva • Liniște, stelele dorm • Vîntul acela prostuț • Tata și un pic de tristețe • Vopsea pentru meduze și pentru multe altele • Pif, ți-am promis o minge • Eram atît de sigur • Băiatul care mînca blocuri • Zmeul portocaliu • Copiii, părinții și oceanele
- Fetița care l-a luat pe „NU” în brațe
- Iedul cu trei capre
- Mai e un loc pe genunchi(1956)
- Punct și de la capăt
- Timpul nu stă în loc
- Vine, vine primăvara!

### Alte scrieri în proză
- Iertați-mă, sînt tînăr... Însemnări din caiete de drum (1982). Editura Albatros, București

### Dramaturgie
- Stele pe maidan

### Scenarii de film
- Vară romantică (1961) - r. Sinișa Ivetici
- Tată de duminică (1975)
- Singurătatea florilor (1976)

### Benzi desenate
- Busola nu arăta nordul (ilustrații de Puiu Manu)
- Tînărul și marea (ilustrații de Puiu Manu)[12]

## Traduceri
Cărțile pentru copii scrise de Pancu-Iași au fost traduse pentru alte țări (din Blocul estic și nu numai) în anii 1960–1980.

### Cehia
- Podte, poviem vám rozprávku (1958). Editura Mladé letá, Bratislava Ilustrații de Stefan Cpin.
- Kdo má zuby? (1960, Cine are dinți?). Editura SNDK, Praga Traducere de Zdenka Vyhlídalová. Ilustrații de Jarmila Fenclová.
- Pohádky pro mé syny (1960?, Scrisori pe adresa băieților mei). Editura SNDK, Praga Traducere de Zdenka Vyhlídalová. Ilustrații de Olga Čechová.
- Za devatero paravány aneb Může ruka za Frantíka? (1964). Editura Dilia, Praga Traducere de Marcel Halouzka.
- Inkoustová Sněhurka (1972, Albastră ca Cerneala). Editura Albatros, Praga Culegere și traducere de Eva Strebingerová. Ilustrații de Olga Pavalová.
- Namalujeme si panáčka (1977, A fost odată un băiețel pe un gard). Editura Albatros, Praga Traducere de Eva Strebingerová. Ilustrații de Olga Čechová.
- Velká novina (1980, O veste mare despre un băiat mic). Editura Albatros, Praga Traducere de Eva Strebingerová. Ilustrații de Jiří Běhounek.
- Dvě pohádky se zvířátky (1981). Editura Dilia, Praga Traducere de Jiří Davídek.

### Estonia
- Võileivad suve ja tuulega (1976, Tartine cu vară și vînt). Editura Eesti Raamat, TallinnTraducere de Natalie Alver, Thelma Tali.

### Germania
- Viele, viele Lichtlein (1951, Multe, multe luminițe). Editura Tineretului, București Traducere de Else Kornis. Ilustrații de Darie Iura.
- Die grosse Schlacht am „Kleinen Teich” (1955, Marea bătălie dela „Iazul Mic”). Editura Tineretului, București Traducere de E. Albert. Ilustrații de Darie Iura.
- Vater erzählt (1956, Are tata doi băieți). Editura Tineretului, București Traducere de Ilse Friederick. Ilustrații de Nell Cobar.
- Kling klang Gloria (1959, Ala bala portocala). Editura Tineretului, București Traducere de Dore-Lore. Ilustrații de Darie Iura.
- Das Buch der blauen Augen (1964, Cartea cu ochi albaștri), Editura Tineretului, București Traducere de Grete Klaster-Ungureanu.
- Die Geschichte von den Schuhen (1986). Kriterion, București

### Japonia
- もりのようふくや (1962, În pădure toate-s bune, numai croitorii sînt proști). Fukuinkan Shoten, Tokio Traducere de Evgheni Mihailovici Rachev.

### Lituania
- Didysis mušis prie mažojo tvenkinio (1962, Marea bătălie dela „Iazul Mic”). Valstybine Grozines Literaturos Leidykla, Vilnius Traducere de L. Starevičiute. Ilustrații de I. Kabakovo.

### Polonia
- Ele-Mele-Dudki (1964, Ala bala portocala). Nasza Księgarnia, Varșovia Traducere de Aleksander Kropiwnicki. Ilustrații de Maria Mackiewicz.